# NGC 4359
NGC 4359 (również PGC 40330 lub UGC 7483) – galaktyka spiralna z poprzeczką (SBc), znajdująca się w gwiazdozbiorze Warkocza Bereniki. Odkrył ją William Herschel 20 marca 1787 roku.